# Gais 1953/1954
Fotbollsklubben Gais spelade säsongen 1953/1954 i allsvenskan, där man för första gången sedan 1930/1931 vann serien och tog SM-guld. Det var Gais fjärde SM-guld, och klubben har sedan dess aldrig återupprepat denna bedrift.
Karl-Alfred Jacobsson blev med sina 21 mål hela allsvenskans skyttekung, för tredje året i rad.

## Allsvenskan

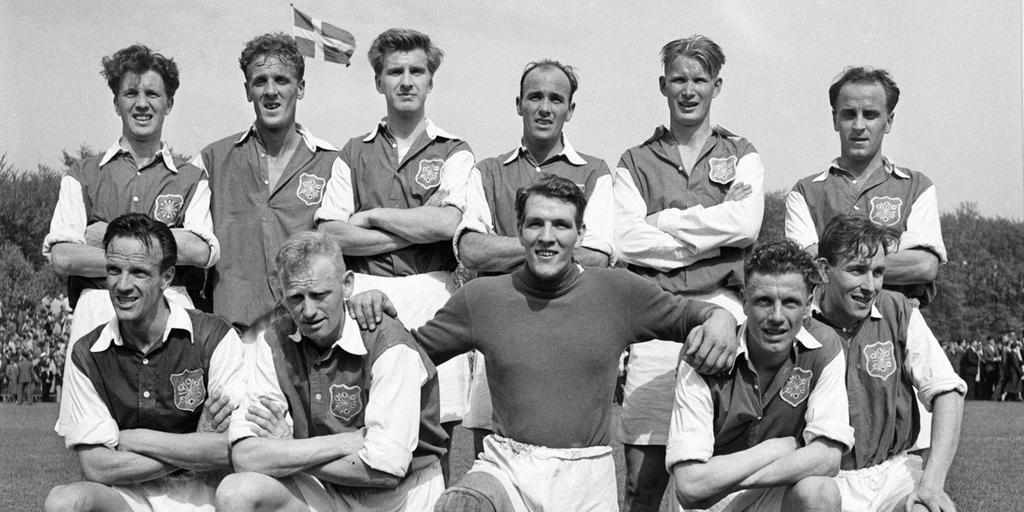
Guldlaget 1953/1954. Stående från vänster: Hasse Olsson, Karl-Alfred Jacobsson, Ingemar Eriksson, Leif Forsberg, Bertil "Jompa" Andersson och Sanny Jacobsson. Knästående: Bertil Sernros, Stig Björkman, Leif Andersson (mv), Rune Jingård och Arne Lund.

Gais hade under några år svetsat samman ett starkt lag; åtta spelare hade spelat i nästan samtliga 44 matcher under två säsonger. I premiären mot Jönköpings Södra IF på Ullevi den 2 augusti 1953 såg Gais dock inte ut som någon toppklubb, då gästerna körde över hemmalaget och vann med hela 6–1. J-Södra anfördes i denna match av Arne Selmosson, som emellertid senare under säsongen skrev ett proffskontrakt med italienska Udinese Calcio, ett kontrakt som dessförinnan Gais skyttekung Karl-Alfred Jacobsson hade tackat nej till.
Gais ryckte upp sig något efter den darriga starten, och nådde 2–2 borta mot Djurgården, men förlorade därefter mot Hälsingborgs IF med 1–2 hemma på Ullevi. Man hade därmed en enda poäng efter tre omgångar. Men sedan följde tio matcher där man bara hade en enda förlust. Man vann derbyt mot IFK Göteborg trots dåligt spel, tack vare en avgörande straff av Karl-Alfred Jacobsson i slutskedet av matchen. 3–0 mot Malmö FF var övertygande både resultat- och spelmässigt, och Karl-Alfred stod för samtliga mål i matchen. Även Stig Andersson övertygade mot Malmö, och laget som helhet arbetade frenetiskt och var klart bättre än de regerande mästarna. Man slog därefter Degerfors IF med 1–0 efter ett säkerhetsbetonat spel, men nådde bara 1–1 borta mot AIK med samma typ av spel. 1–0 hemma mot IF Elfsborg följdes av 2–3 borta mot Kalmar FF, där en hårt kämpande nykomling slog ett till synes lojt Gais. Två matcher mot IFK Norrköping slutade båda oavgjort 2–2. Gais avslutade hösten med att slå topplaget Degerfors IF med hela 4–1, och gick upp som tvåa i den allsvenska tabellen till vinteruppehållet.
Under vinteruppehållet värvade Gais målvakten Leif Andersson från Sävedalens IF. Andersson krävde – och fick – en A-lagsplats för att skriva på, vilket ledde till att en upprörd Curt Thorstensson lämnade Gais. Flera spelare uppvaktades dessutom av hårdsatsande IK Oddevold under skeppsredaren Gustaf Thordén, och Stig Andersson tog erbjudandet, medan bröderna Jacobsson och Ingemar Eriksson stannade kvar.
Vårsäsongen inleddes med godkända 1–1 borta mot Malmö FF, men sedan slog man svåra Elfborg borta med hela 5–1 efter tre mål av Bertil "Jompa" Andersson. Leif Forsberg var ny halvback efter flyktade Stig Andersson, och skötte jobbet med pondus. Därefter förlorade Gais mot AIK med hela 1–5 hemma på Ullevi, efter tre mål av Kurre Hamrin. Även borta mot Sandvikens IF gick man på en mina, då man förlorade med 1–3. Inför derbyt mot IFK Göteborg låg man trea medan rivalerna låg åtta. Matchen drog hela 30 615 till Ullevi, den dittills största publiksiffran i allsvenskan. Matchen slutade oavgjort, 1–1; Karl-Alfred skadade sig under matchen och förpassades till ytterkanten, men lyckades ändå göra 1–0 med en tåfjutt.
Gais gjorde därefter en storslagen spurt, där bröderna Jacobsson spelade huvudrollen. På Olympia mot serietrean Hälsingborgs IF tog hemmalaget ledningen, men därefter gjorde Karl-Alfred 1–1 på en hörna av Sanny, och han hann därefter göra ett mål till innan Sanny i andra halvlek rullade in segermålet 3–2 efter att ha fintat landslagsmålvakten Kalle Svensson åt fel håll. Hemma mot Djurgården vände Gais först 0–1 till 3–1, och lyckades efter att stockholmarna kvitterat återigen samla krafter och vinna med 5–3, efter två mål av Sanny Jacobsson.
Den avgörande guldmatchen gick på Stadsparksvallen i Jönköping, och Gais var tvunget att nå oavgjort för att ta hem SM-guldet. J-Södra behövde dessutom en vinst för att ha en chans att säkra det allsvenska kontraktet. I mitten av första halvlek skadades Sanny Jacobsson och fick bäras av planen; Gais fick därmed spela med tio man i 55 minuter. Efter en kämpainsats av det övriga laget slutade matchen 0–0, och Gais var svenska mästare för första gången på 23 år.

### Tabell
| Nr | Lag               | S  | V  | O  | F  | GM | IM | MS  | P  |
| -- | ----------------- | -- | -- | -- | -- | -- | -- | --- | -- |
| 1  | Gais              | 22 | 10 | 7  | 5  | 46 | 39 | +7  | 27 |
| 2  | Hälsingborgs IF   | 22 | 11 | 4  | 7  | 41 | 30 | +11 | 26 |
| 3  | Degerfors IF      | 22 | 10 | 5  | 7  | 30 | 34 | −4  | 25 |
| 4  | AIK               | 22 | 10 | 4  | 8  | 47 | 31 | +16 | 24 |
| 5  | IFK Norrköping    | 22 | 6  | 12 | 4  | 33 | 28 | +5  | 24 |
| 6  | Djurgårdens IF    | 22 | 7  | 8  | 7  | 44 | 30 | +14 | 22 |
| 7  | Malmö FF (RM)     | 22 | 8  | 6  | 8  | 33 | 30 | +3  | 22 |
| 8  | IFK Göteborg      | 22 | 7  | 8  | 7  | 22 | 26 | −4  | 22 |
| 9  | Kalmar FF (U)     | 22 | 9  | 3  | 10 | 33 | 42 | −9  | 21 |
| 10 | Sandvikens IF (U) | 22 | 7  | 5  | 10 | 29 | 37 | −8  | 19 |
| 11 | Jönköpings Södra  | 22 | 6  | 5  | 11 | 34 | 41 | −7  | 17 |
| 12 | IF Elfsborg       | 22 | 5  | 5  | 12 | 24 | 48 | −24 | 15 |

### Seriematcher
| Lag                 | Hemma | Borta |
| ------------------- | ----- | ----- |
| Hälsingborgs IF     | 2–3   | 3–2   |
| Degerfors IF        | 4–1   | 1–0   |
| AIK                 | 1–5   | 1–1   |
| IFK Norrköping      | 2–2   | 2–2   |
| Djurgårdens IF      | 5–3   | 2–2   |
| Malmö FF            | 3–0   | 1–1   |
| IFK Göteborg        | 1–1   | 2–1   |
| Kalmar FF           | 3–1   | 2–3   |
| Sandvikens IF       | 3–1   | 1–3   |
| Jönköpings Södra IF | 1–6   | 0–0   |
| IF Elfsborg         | 1–0   | 5–1   |

## Spelarstatistik

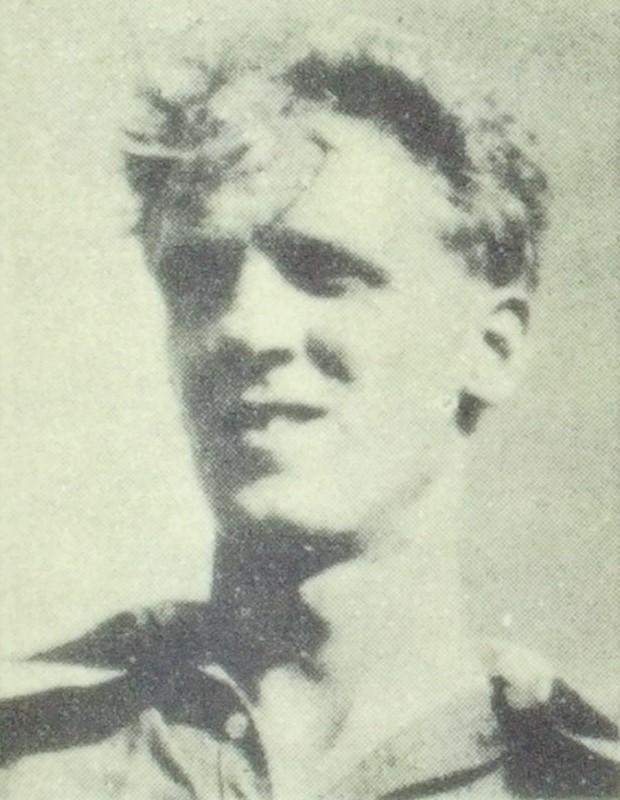
Karl-Alfred Jacobsson blev för tredje året i rad allsvensk skyttekung.

| Spelare                | Matcher | Mål |
| ---------------------- | ------- | --- |
| Karl-Alfred Jacobsson  | 22      | 21  |
| Leif Forsberg          | 22      | 5   |
| Rune Jingård           | 22      |     |
| Bertil Andersson       | 21      | 9   |
| Sanny Jacobsson        | 21      | 7   |
| Bertil Sernros         | 21      | 1   |
| Ingemar Eriksson       | 21      |     |
| Stig Björkman          | 20      |     |
| Hasse Olsson           | 16      | 2   |
| Stig Andersson         | 13      |     |
| Curt Thorstensson (mv) | 13      |     |
| Leif Andersson (mv)    | 9       |     |
| Arne Lund              | 9       |     |
| Knut Almqvist          | 6       | 1   |
| Sixten Nilsson         | 2       |     |
| Rolf Almqvist          | 1       |     |
| Nils Blomén            | 1       |     |
| Folke Fredriksson      | 1       |     |
| Leif Skoglund          | 1       |     |